# Jóia
Jóia är en kommun i Brasilien.   Den ligger i delstaten Rio Grande do Sul, i den södra delen av landet, 1 600 km söder om huvudstaden Brasília. Antalet invånare är 8 329.
Trakten runt Jóia består till största delen av jordbruksmark. Runt Jóia är det mycket glesbefolkat, med 6 invånare per kvadratkilometer.